# Mugardos

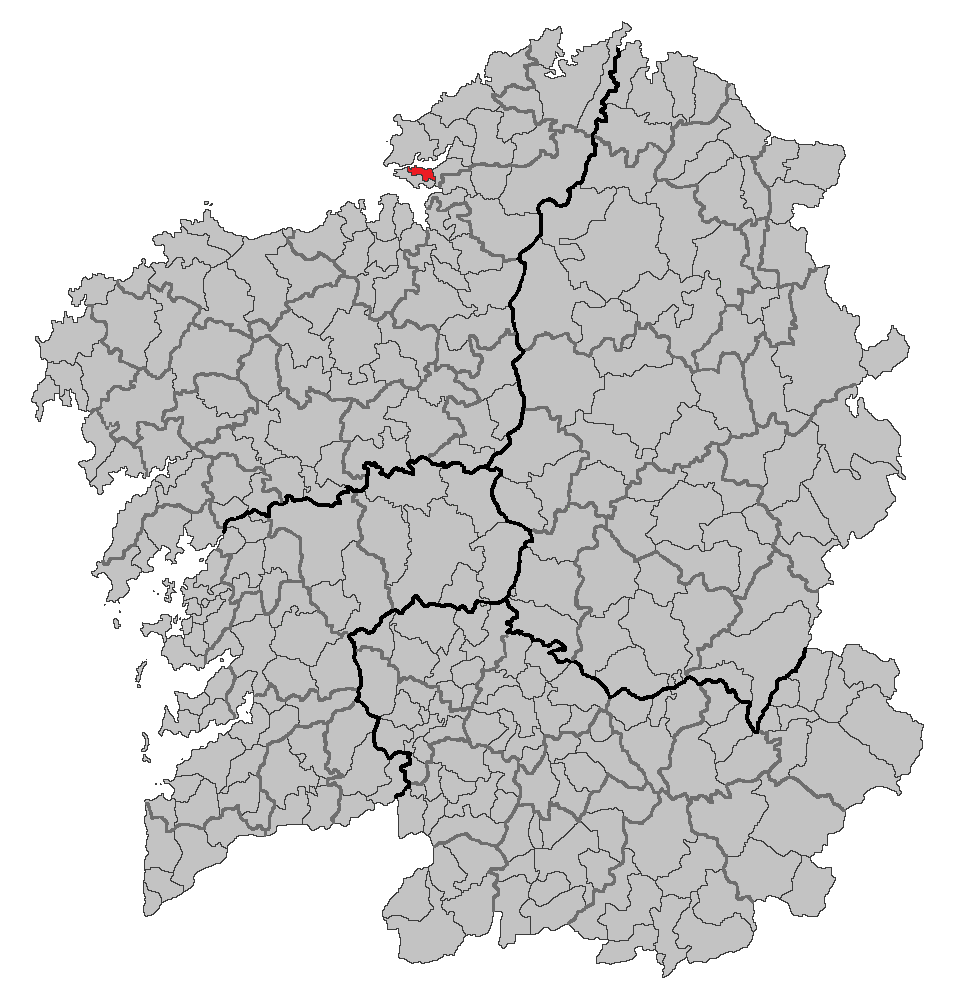
Localização de Mugardos

Mugardos é um município da Espanha na província da Corunha,
comunidade autónoma da Galiza, de área 12,8 km² com
população de 5 636 habitantes (2007) e densidade populacional de 439,47 hab/km².

## Demografia
| Variação demográfica do município entre 1991 e 2004 | Variação demográfica do município entre 1991 e 2004 | Variação demográfica do município entre 1991 e 2004 | Variação demográfica do município entre 1991 e 2004 |
| --------------------------------------------------- | --------------------------------------------------- | --------------------------------------------------- | --------------------------------------------------- |
| 1991                                                | 1996                                                | 2001                                                | 2004                                                |
| 6668                                                | 6200                                                | 5718                                                | 5612                                                |

## Património edificado
- Castelo da Palma

## Freguesias
- Franza
- Meá
- Pinheiro
- Mugardos